# Gianroberto Capizucchi
Pour les articles homonymes, voir Capizucchi.
Gianroberto Capizucchi (né à Rome et mort en 1128) est un cardinal italien du XIe siècle et du XIIe siècle. Les autres cardinaux de la famille sont Roberto Capizucchi (1097), Pietro Capizucchi (1122), Gian Roberto Capizucchi (1126), Gianantonio Capizucchi (1555) et Raimondo Capizucchi, O.P. (1681).

## Biographie
Gianroberto Capizucchi participe au synode de Latran en 1112. Il participe au conclave de 1124, lors duquel  Honorius II est élu pape.

## Sources
- Fiche du cardinal sur le site fiu.edu